# Gymnochiromyia flavella
Gymnochiromyia flavella är en tvåvingeart som först beskrevs av Zetterstedt 1848.  Gymnochiromyia flavella ingår i släktet Gymnochiromyia och familjen gulflugor. Arten är reproducerande i Sverige. Inga underarter finns listade i Catalogue of Life.